# Hybos furcatus
Hybos furcatus är en tvåvingeart som beskrevs av Yang 1987. Hybos furcatus ingår i släktet Hybos och familjen puckeldansflugor. Inga underarter finns listade i Catalogue of Life.